# Tu es si jolie ce soir
Pour plus de détails, voir Fiche technique et Distribution.
Tu es si jolie ce soir est un film français de Jean-Pierre Mocky.

## Synopsis
Mariée à un procureur, Steve, Déborah mène la belle vie avec lui et leurs deux enfants, Kim et Brian. Attentionné, à l'apparence bon époux et père de famille, Steve se pense coupable du viol de sa sœur Emily des années auparavant. Quelques jours avant Noël, à la suite d'un appel téléphonique, Steve disparaît sans raison. Le violeur de sa sœur, Artie Lieber, est libéré de prison et ce dernier a toujours clamé son innocence, accusant Steve d'avoir violé sa propre sœur. Déborah découvre qu'elle ne connait pas son mari et que la femme d'un de leurs amis, Pete, a disparu dans des circonstances mystérieuses il y a quelques années. Elle fait de plus en plus confiance à un certain Joe, un proche au passé des plus douteux. Alors que le FBI se met de la partie pour traquer Steve qui a pris beaucoup d'argent pour fuir, plusieurs jeunes filles sont violées et sauvagement mutilées comme Emily dans des ruelles. De plus en plus isolée, Déborah est harcelée et surveillée par un inconnu. A-t-elle affaire au violeur des ruelles ?

## Fiche technique
- Réalisation : Jean-Pierre Mocky
- Scénario : André Ruellan et Jean-Pierre Mocky, d'après le roman The Way You Look Tonight de Carlene Thompson
- 1er assistant réalisateur, montage : Antoine Delelis
- Chef Opérateur : Jean-Paul Sergent
- Décors : Arnaud Chaffard
- Costumes : Lucille Leider
- Assistant opérateur : Gauthier Chassagne
- Ingénieur son : Francis Bonfanti
- Musique : Vladimir Cosma
- Production : Jean-Pierre Mocky
- Société de production : Mocky Delicious products
- Langue : français
- Genre : thriller
- Date de sortie : 17 juin 2015

## Distribution
- Delphine Chanéac : Déborah
- Lola Dewaere : Barbara
- Thierry Neuvic : Joe
- François Vincentelli : Erwan
- Christian Vadim : Steve
- Lionel Abelanski : Pierre
- Jean-Pierre Mocky : Charles Willy
- Eloïse Chatillon : Sally
- Sarah-Laure Estragnat : Linda
- Marion Dumas
- Laurent Biras : Artie Lieber
- Fabrice de La Villehervé : Hank
- Hélène Bizot
- Andrée Damant : Mme Dilmman
- Françoise Michaud